# 范蠡
范蠡（前536年10月22日—前448年），字少伯，又名鸱夷子皮、陶朱公，早年居楚时，尚未出仕，人称范伯。以经商致富，广为世人所知，后代许多生意人皆供奉他的塑像，称之财神。傳說佐越王勾践定計滅吳後與西施泛五湖而去，事見《越絕書》《吳越春秋》。
范蠡出生于前536年10月22日（农历前536年 乙丑年 九月初一），春秋楚国宛地三户邑（今河南南阳淅川县大石桥乡至寺湾镇间）人，是历史上早期著名的政治家、军事家和经济学家。他出身贫寒，但聪敏睿智、胸藏韬略，年轻时，就学富五车，上晓天文、下识地理，满腹经纶，文韬武略，无所不精。然纵有圣人之资，在当时贵胄专权、政治紊乱的楚国，范蠡却不为世人所识。范蠡之著作今已散佚，计有《兵法》及《养鱼经》二书，于《文选》中可略见该二书之引句。晋人蔡谟之后因认为“计然”为范蠡著作之书篇名，因此相传有《计然》一书散佚，汉唐、三国等史料多以计然为人名，清朝以前多数著述也多半认为计然为范蠡之师。
《范子计然》出自唐马总的《意林》一书，作者並非范蠡。《陶朱公生意经》则是根据陶朱公的经商思想加工整理而成，又称《陶朱公商经》、《陶朱公商训》或《陶朱公经商十八则》也非范蠡著作，

## 个人经历

### 文种赏拔
范蠡，本是楚宛三户人，佯狂倜傥负俗，文种为宛令，遣吏谒奉。吏还曰：“范蠡本国狂人，生有此病”。种笑曰：“吾闻士有贤俊之姿，必有佯狂之讥，内怀独见之明，外有不知之毁，此固非二、三子之所以知也。”驾车而往，蠡避之。后知种之必来谒，谓兄嫂曰：“今日有客来，愿假衣冠。”有顷种至，扺掌而谈，旁人观者耸听之矣。

### 成就越王霸业
周敬王二十四年（公元前496年），吴国和越国发生槜李之战（今浙江嘉兴），吴王阖闾阵亡，因此两国结怨，连年战乱不休，周敬王二十六年（西元前494年），阖闾之子夫差为报父仇与越国在夫椒（今江苏太湖中洞庭山）决战，范蠡反对越王句践先行出兵，句践不纳，遂大败，仅剩5000兵卒，被围会稽山。范蠡劝句践暂时投降吴国，句践许之。，于是范蠡跟随勾践去吴国给夫差为奴仆，三年得归。越王勾践回国后，范蠡、文种等人辅佐他发展生产，复兴越国。前473年，越灭吴。范蠡辅佐勾践北上，与齐国、晋国、宋国、鲁国等诸侯会盟于徐州，勾践以他为上将军。

### 隐退
范蠡认为在有功於越王之下，难以久居，“飞鸟尽，良弓藏；狡兔死，走狗烹”。他認為勾践面相“长颈鸟喙”，可与共患难，难与同安乐，遂与西施一起泛舟齐国，变姓名为鸱夷子皮，带领儿子和门徒在海边结庐而居。戮力垦荒耕作，兼营副业并经商，没有几年，就积累了数千万家产。他仗义疏财，施善乡梓，范蠡的贤明能干受齐人赏识，齐王把他请进国都临淄，拜为主持政务的相国。他喟然感叹：“居官致于卿相，治家能致千金；对于一个白手起家的布衣来讲，已经到了极点。久受尊名，恐怕不是吉祥的征兆。”于是，才三年，他再次急流勇退，向齐王归还了相印，散尽家财给知交和老乡。

### 从商经历
一身布衣，范蠡第三次迁徙到了陶（今山东定陶西北），在这个居于“天下之中”（陶地东邻齐、鲁；西接秦、郑；北通晋、燕；南连楚、越。）的最佳经商之地，操计然之术（根据时节、气候、民情、风俗等，人弃我取、人取我与，顺其自然、待机而动。）以治产，没出几年，经商积资又成巨富，遂自号「朱公」，日後亦在陶定居直到過世，故世稱陶朱公。当地民众皆尊他为财神，乃中国道德经商——商人之鼻祖。史学家司马迁称：“范蠡三迁，皆有荣名。”史书中有语概括其平生：“与时逐而不责于人”；世人誉之：“忠以为国；智以保身；商以致富，成名天下”。
范蠡在鲁西定陶写的《养鱼经》是他养鲤致富的经验总结，也是全世界最早的养鱼专著。

### 千金之子不死於市
《史記》記載，陶朱公次子因殺人被囚禁在楚國。朱公說：「殺人償命雖然是理所當然，但有千金身價的人不該在市場上被處決。」於是派遣幼子帶一牛車的黃金，去找楚國大臣莊生幫忙關說楚國政府。朱公長子認為，長子是家督，應該被派去救援弟弟。自己不被派遣是因為被父親歧視，為此揚言自殺，以死相脅。朱公在夫人勸說下只好改派長子去救弟，嘱咐长子把钱给庄生以后任由庄生行事，不要相争。長子到楚國後发现莊生家里很穷，把重金交給莊生，莊生要他赶紧回国，如果朱公次子被释放了也别问为什么。但朱公长子却私自留在楚国，用自己秘密带来的钱继续贿赂楚国权贵。
莊生虽然穷，但以廉直闻名，上至楚王都待他如师尊。他以星象有害楚国需要楚王行德政为由遊說楚王實行大赦，以樹立恩德，楚王欣然接受。因楚王在大赦前例行封府库，長子不久就从权贵处聽說楚王大赦，認定弟弟必然被釋放，覺得白白以重金賄賂莊生沒有意義，便重返莊生家。庄生惊讶朱公長子还没回国，長子說：「我本來是为了弟弟而来，現在弟弟將要因為楚王大赦而獲釋，特來辭行。」莊生本意念在交情才帮忙，本不想收朱公的钱，打算以后再归还，見到朱公长子拜訪，料到他是為了取回金子而來，於是讓對方進入房間拿走金子，但此舉也讓莊生感到受辱而不滿，于是又去拜見楚王說：「臣之前談過關於星象的事情，大王說希望施行德政來回應。現在臣到外面，民眾都說陶地的富人朱公兒子殺人被楚國收押，他的家人拿著大量錢財賄賂大王身邊的大臣，因此大王並不是為了恩恤楚國臣民才大赦，而是為了朱公子的緣故。」楚王大怒，在處死朱公次子後才大赦。
當長子帶著弟弟的死訊回到家，母親和鄉里都感到悲哀，唯有朱公笑說：「我早就知道他弟弟會被殺，不是他不愛弟弟，而是他有不能忍耐的事。他從小與我在一起，見過我的困苦和維生的艱難，因此不忍捨棄錢財。而幼子生在我家道富裕、能乘著堅車良馬狩獵之時，並不知財富如何得來，因而不會吝惜捨棄金錢。我先前決定派幼子去，就是因為他能捨棄錢財，而長子不能。次子被殺也是情理中的事，無需悲哀，我日夜都在等他的死訊傳來。」

### 军政思想
范蠡的军事宗旨：强则戒骄逸，处安有备；弱则暗图强，待机而动；用兵善乘虚蹈隙，出奇制胜。为后世称道并沿用。范蠡著名的经济思想：“劝农桑，务积穀”、“农末兼营”、“务完物、无息币”、“平粜齊物，关市不乏，治国之道也。”、“夏则资皮、冬则资絺、旱则资舟、水则资车，以待乏也。”等至今对现代的经济建设也有积极的现实意义。

## 影视形象

### 電影
| 首映年份 | 标题     | 演员   | 制作公司                           |
| -------- | -------- | ------ | ---------------------------------- |
| 1936年   | 西施     | 张飞文 | 大中国影业公司                     |
| 1949年   | 西施     | 吴楚帆 | 南天影业公司                       |
| 1956年   | 卧薪尝胆 | 张瑛   | 中国电影制片公司                   |
| 1960年   | 西施     | 任剑辉 | 海洋影片公司                       |
| 1965年   | 西施     | 傅奇   | 清水湾电影制片厂                   |
| 1966年   | 西施     | 曹健   | 臺灣省電影製片廠、國聯影業有限公司 |

### 电视剧
| 首播年份 | 标题           | 演员   | 首播电视台       |
| -------- | -------------- | ------ | ---------------- |
| 1983年   | 西施           | 李侃   | 浙江电视台       |
| 1986年   | 西施           | 潘志文 | 亚洲电视         |
| 1986年   | 越女剑         | 岳华   | 亚洲电视         |
| 1987年   | 西施           | 宗华   | 中华电视公司     |
| 1994年   | 西施           | 徐少华 |                  |
| 1996年   | 东周列国春秋篇 | 柳云龙 |                  |
| 1997年   | 古吴春秋       | 柳云龙 |                  |
| 1998年   | 战国红颜       | 秦风   |                  |
| 2004年   | 兵圣传奇       | 寇振海 |                  |
| 2006年   | 争霸           | 陈坤   | 香港无线电视     |
| 2007年   | 越王勾践       | 李光洁 | 中国中央电视台   |
| 2007年   | 卧薪尝胆       | 贾一平 | 中国中央电视台   |
| 2008年   | 兵圣           | 张晓潇 | 湖南常德公共频道 |
| 2012年   | 西施秘史       | 陈浩民 | 安徽广播电视台   |
| 2013年   | 英雄           | 朱孝天 | 中华电视公司     |